# Ovo do Instagram

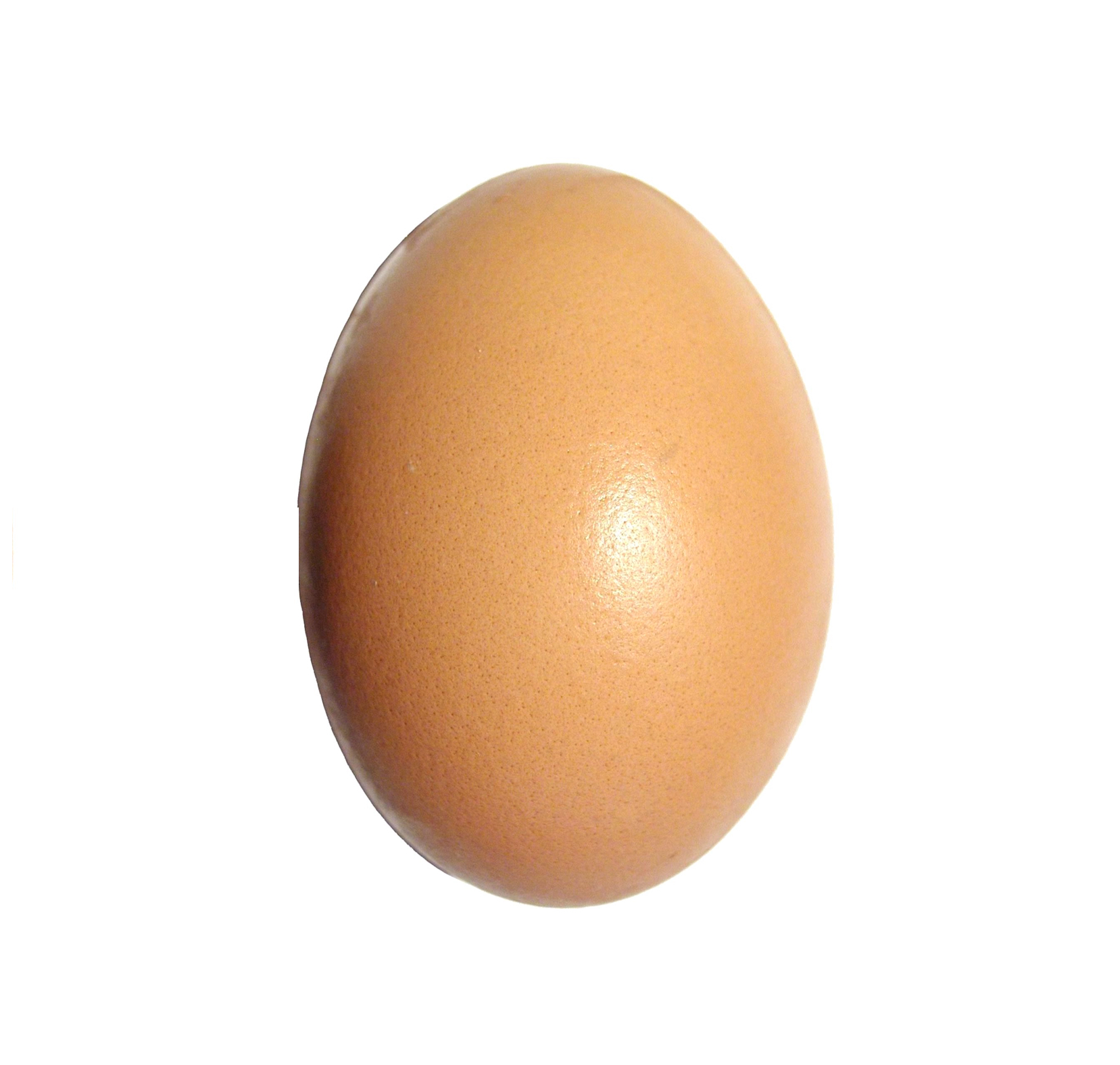
Ovo marrom sobre um fundo branco.

O ovo do Instagram é uma foto de um ovo postada na plataforma de mídia social Instagram, notável por se tornar um fenômeno global e um meme da internet em poucos dias após sua criação. Tem 56,1 milhões de curtidas, tornando-se a segunda postagem no Instagram mais curtida. O proprietário da conta foi revelado ser Chris Godfrey, um criativo de publicidade, que mais tarde trabalhou com seus dois amigos Alissa Khan-Whelan e CJ Brown em um comercial do Hulu apresentando o ovo, com o objetivo de aumentar a conscientização sobre a saúde mental.

## Fundo
A foto foi originalmente tirada por Serghei Platonov, que a postou no Shutterstock em 23 de junho de 2015 com o título "ovos isolados no fundo branco".

## História
Em 4 de janeiro de 2019, a conta de usuário @world_record_egg foi criada no Instagram. O usuário anônimo publicou a foto de um ovo de pássaro marrom erguido diante de um fundo branco com a legenda "Vamos estabelecer um recorde mundial juntos e obter o post mais curtido do Instagram. Batendo o atual recorde mundial mantido por Kylie Jenner (18 milhões)! Nós podemos fazê-lo". A foto de Kylie Jenner com sua filha recém-nascida Stormi tinha 18,4 milhões de likes até então.
O ovo do Instagram logo recebeu o apelido de Eugene. Em menos de 10 dias Eugene atingiu a marca de 18,4 milhões de curtidas. Em seguida, continuou a aumentar mais de 45 milhões de curtidas nas 48 horas seguintes, ultrapassando o videoclipe "Despacito" e levando o recorde mundial de postagem online mais curtida (em qualquer plataforma de mídia) da história. No início de fevereiro de 2019, o ovo tinha mais de 50 milhões de curtidas, que era o recorde mundial não só no Instagram, mas também na comparação de todas as plataformas de mídia social.
Depois que a conta foi verificada em 14 de janeiro, o post cresceu em popularidade e curtidas, aparecendo em diversos veículos de mídia por um efeito bola de neve.
Até 18 de março, o posto havia acumulado mais de 53,3 milhões de curtidas, quase três vezes o recorde anterior de 18,4 milhões. Atualizações frequentes foram postadas por alguns dias na forma de stories do Instagram.
Vários indivíduos tentaram alegar que eram os criadores da conta, com alegações sendo rejeitadas pelo "ovo" por mensagens diretas do Instagram. Em 3 de fevereiro de 2019, o criador do ovo do Instagram foi revelado pelo serviço de streaming Hulu e pelo The New York Times como sendo Chris Godfrey, um publicitário britânico. Alissa Khan-Whelan, sua colega, também foi descoberta.
Em 18 de janeiro de 2019, a conta postou uma segunda foto de um ovo, quase idêntica à primeira, exceto por uma pequena rachadura no canto superior esquerdo. Em 25 de fevereiro de 2019, a publicação acumulava 11,8 milhões de curtidas. Em 22 de janeiro de 2019, a conta postou a terceira foto de um ovo, desta vez duas rachaduras mais fortes puderam ser vistas. Em menos de 25 minutos, a publicação acumulava 1 milhão de curtidas e, em 25 de fevereiro, já havia acumulado 9,5 milhões de curtidas. Em 29 de janeiro de 2019, uma quarta foto de um ovo foi postada na conta, que tem outra grande rachadura no lado direito, atraindo 7,6 milhões de curtidas em 25 de fevereiro. Em 1º de fevereiro de 2019, uma quinta foto de um ovo foi postada com costuras no lado direito, como é comum em bolas de futebol americano, referenciando o próximo Super Bowl. Esse post tinha acumulado 6,5 milhões de curtidas em 25 de fevereiro de 2019. A conta prometia que revelaria o que estava dentro do ovo em 3 de fevereiro, no serviço de vídeo por assinatura Hulu.
A revelação do ovo pelo Hulu foi usada para promover uma animação sobre uma campanha de saúde mental. Uma legenda do clipe dizia: "Recentemente comecei a ceder (trocadilho com rachar, no original em inglês), a pressão da mídia social está me afetando. Se você também está tendo dificuldades, converse com alguém." O vídeo foi postado posteriormente na conta do Instagram @world_record_egg, que recebeu mais de 33 milhões de visualizações em maio de 2019.
O recorde de publicação mais curtida durou até 20 de dezembro de 2022, quando o futebolista argentino Lionel Messi fez uma publicação comemorando a conquista da Copa do Mundo FIFA de 2022. A postagem já ultrapassou as 60 milhões de curtidas.